# Poney Express
Pour les articles homonymes, voir Pony Express (homonymie).
Poney Express est un groupe de pop français, originaire de Paris. Leur premier album, Daisy Street, sort le 31 mars 2008.

## Biographie
Le premier album du groupe, Daisy Street, sort en 2008 après avoir été enregistré et produit à Cardiff par Charlie Francis et arrangé par Sean O'Hagan des High Llamas. Après un an et demi de tournée, le duo Anna Berthe/Robin Feix s'élargit pour accueillir Michael Garçon aux claviers et Gérard Gacoin à la batterie. C'est ensemble qu'ils composent et enregistrent leur deuxième album, Palladium, sorti le 4 octobre 2010,,.

## Membres
- Robin Feix — basse
- Anna Berthe — guitare, voix
- Michael Garçon — claviers
- Gérard Gacoin — batterie